# Уоллес, Реджиналд Джеймс
Реджиналд Джеймс Уоллес (англ. Reginald James Wallace, 1919 — 10 декабря 2012, Гибралтар, Великобритания) — британский государственный и колониальный деятель, губернатор островов Гилберта (1978—1979).

## Биография
Являлся последним британским колониальным губернатором островов Гилберта, который  был отделен от соседнего острова Эллис (ныне  Тувалу) в 1975 г. С окончанием его правления в 1979 г. было образовано независимое государство Кирибати.